# Táriq ibn Ziyad
Ṭāriq ibn Ziyād al-Layti o Táriq ibn Ziyad (Táriq, Táreq o Táric) (en tamazight ⵟⴰⵔⵉⵇ ⴱⵏ ⵣⵢⴰⴷ ) (en árabe: طارق بن زياد‎) (Tarik, Tariq o Tarij en la transcripción tradicional española) fue un general que, junto a Tarif ibn Malik, dirigió la conquista musulmana de la península ibérica (Hispania visigoda), según la historiografía tradicionalmente admitida, basada en crónicas musulmanas de los siglos X y XI. Dada la arraigada y amplia confusión historiográfica existente, es preceptivo recalcar que esta figura histórica no debe confundirse con Tarif ibn Malik que el año 710 ya desembarcó también en el Campo de Gibraltar.
El nombre "Gibraltar" es el derivado en español del nombre en árabe Ŷab al-Tāriq o Yabal Tarik (جبل طارق), que significa "montaña de Táriq", nombrada así tras su desembarco en este lugar. Otros topónimos que también vienen del derivado de su nombre son: Torija y Tarija, que son de derivados de Tāriq o Tarik, transformándose en Tarij, evolucionando posteriormente en los topónimos mencionados.

Campaña de las conquistas islámicas en la Península del 711 al 719.

## Origen
No está claro el origen de Tarik. Según las fuentes más antiguas era persa nacido en Hamadán, cliente del propio Musa ibn Nusair o de la tribu de Said, mientras que los textos bereberes, de época almorávide en adelante, lo hacen miembro de la tribu Nafza, por entonces asentada en tripolitania.

## Historiografía
Ante todo debe recalcarse, como apuntan varios historiadores, el problema de las fuentes para el conocimiento de esta época y sus protagonistas y para construir «una historia fiable» como afirmaba Wenceslao Segura Martínez durante el XIII centenario del desembarco: «Los dos instrumentos básicos en la investigación histórica (los documentos y la arqueológica), están ausentes en los años claves del inicio de la invasión musulmana.»

### Historiografía tradicional
Fue el subalterno de Musa ibn Nusair, que tras someter el Magreb durante su servicio, le nombró gobernador de Tánger. Desde allí fue enviado por Musa ibn Nusair -durante la campaña de expansión musulmana hacia la península ibérica- al encuentro del conde de Ceuta don Julián.
El conde visigodo de Septa (Ceuta), el godo Olbán o Julián que gobernaba sobre los bereberes, vasallos de los visigodos pero sometidos a los árabes, hizo de intermediario para conseguir la colaboración de Musa ibn Nusair a favor de los seguidores del rey difunto Witiza en la guerra civil entre los dos partidos que se disputaban la corona visigoda.
En el 710 se produce la elección de Rodrigo/Roderico como rey. Una parte de la nobleza visigoda apoya a Agila II, hijo de Witiza, después de ser nombrado rey por su padre y anterior monarca, ejerce como tal dividiéndose el territorio.
Ese mismo año, Táriq hizo una expedición de tanteo con unos cuatrocientos musulmanes a las costas andaluzas sin problemas. Parece ser que Musa pidió la opinión de Al-Walid, quien le ordenó que no cruzara el estrecho.
El apoyo de los Omeya llegaría a la península donde don Julián les facilitará el paso por el estrecho de Gibraltar en su propio beneficio, este ansiaba recuperar sus territorios perdidos tras la elección de don Rodrigo y vengar la deshonra de su hija por parte del mismo.
En el 711 Musa ibn Nusair ordenó a Táriq que partiera hacia Hispania, para ponerse en contacto con don Julián y marchar junto a su ejército. El 27 de abril de 711 las fuerzas de Táriq desembarcaron en la bahía de Gibraltar, tras lo que ordenó, según cuenta la leyenda, quemar todas las naves y realizó una proclama a la tropa.
Gibraltar, una de las dos míticas columnas de Hércules, fue renombrada como derivación del árabe Ẏabal Tāriq (جبل طارق), o «montaña de Táriq», en recuerdo del general Táriq ibn Ziyad, quien dirigió el desembarco en este lugar de las fuerzas del Califato Omeya de Walid I en 711.

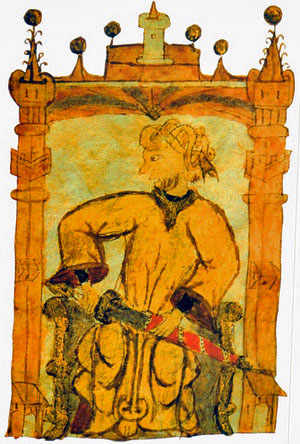
General musulmán Tarik Ibn Ziyad

El rey godo Rodrigo partió hacia el sur. Parece ser que nobles de la Bética favorables a Agila II recibieron a Táriq y a sus soldados. Las normas de los Concilios de Toledo prohibían solicitar ayuda al extranjero para ocupar el poder. Rodrigo y Agila acordaron una tregua para combatir juntos a los recién llegados. La situación de Táriq pasó a ser comprometida. Ninguno de los dos partidos le reconocía como aliado, sino que al contrario, unían sus fuerzas dejando al bereber con el mar a la espalda y con un ejército reducido de tan solo siete mil hombres. Táriq envió un mensajero a Musa, quien le mandó cinco mil hombres más dirigidos por el propio Musa ibn Nusair.
La base de Rodrigo estaba situada en Córdoba. El ejército de Agila se encontraba en las proximidades de Cartago Nova.  Entre el 19 y el 26 de julio de 711, en la laguna de la Janda tuvo lugar la batalla conocida como batalla de Guadalete.
Pero los seguidores de Agila, en un momento determinado, abandonaron la batalla y provocaron, directa o indirectamente, la derrota de Rodrigo. Murieron muchos nobles, incluso el propio Rodrigo, aunque este dato no es completamente seguro. Táriq completó esta victoria con una segunda en Écija, rematando a la nobleza goda.
Aunque antiguamente los reyes se llevaban sus tesoros a la batalla, no es probable que Rodrigo llevara el tesoro real en su séquito. No obstante, Táriq debía creer que el tesoro viajaba con ellos y que sería transportado a Toledo. El mismo mes de julio del 711, Táriq dejó a sus lugartenientes en puntos estratégicos (Málaga, Granada y Córdoba) y llegó a Toledo seguido por el rumor de que la "Mesa de Salomón" se encontraba allí.
Allí se encontró con Oppas, hermano del ex rey Witiza, posible señal de que Agila ya había sido proclamado en Toledo donde el clero le era favorable. Se sabe que el arzobispo Sinderedo, partidario de Rodrigo, huyó hacia Roma pero se desconoce si fue por causa de la toma de poder por parte de los viticianos o por los musulmanes.
En Toledo Táriq encontró el tesoro real, pero resultó difícil de llevárselo, ya que las autoridades de Toledo solo estaban dispuestas a entregar una parte como pago de los servicios prestados. Según la leyenda, entre este tesoro se encontraba la "Mesa de Salomón". Táriq decidió quedarse en la capital del reino y esperar instrucciones de Musa ibn Nusair. Tenía fuerzas suficientes como para no ser atacado dentro de la ciudad y los viticianos no se atrevían a romper las relaciones, puesto que el poder de Agila no estaba suficientemente consolidado y una ciudad amurallada era difícil de tomar mediante un ataque del exterior.
El año siguiente Musa cruzó el estrecho con dieciocho mil hombres y, deshecha la resistencia en Emérita (Mérida), donde empleó un año para el sitio y la conquista, se reunió con Táriq en Toledo en el verano del 713. Durante este tiempo, Musa no se detuvo y avanzó hacia Astorga sin encontrar resistencia.
Después, Táriq debía colaborar con las expediciones que hizo Musa hacia Zaragoza, Tarragona, Pamplona y Galicia.
Numerosos elementos tribales —los masmuda, nafza, wazdadya, malzuza, zanata, miknasa, madyuna, awraba, zuwara en particular— se establecieron en la Península con Táriq o después de él atraídos por las perspectivas de enriquecimiento que abría la nueva conquista. No sabemos cómo estos bereberes de la primera inmigración, que eran elementos militares, se articularon con los cuadros del yund árabe establecido en al-Ándalus.
Táriq y Musa partieron hacia Damasco a finales del 714 para rendir cuentas al califa sobre su gestión. Llegaron poco antes de la muerte de Al-Walid y Musa fue juzgado. Parece que el propio Táriq actuó como acusación, aportando pruebas contra Musa. La muerte de Al-Walid detuvo el proceso, concluido por su hermano, el nuevo califa Suleimán. Táriq pasaría en Damasco los años previos a su muerte, falleciendo finalmente en el 720.

### Historiografía alternativa
Ignacio Olagüe Videla, en una paradigmática obra La Revolución islámica en Occidente (1974), escrita desde una óptica nacionalista y dedicada a minimizar o negar la impronta árabe en la cultura peninsular, sostiene que Taric (apellido acabado en -ic como los germánicos Euric, Alaric, Gesaleic, Eutaric o Atalaric y que significaría «hijo de Tar») era el gobernador visigodo de la provincia de la Tingitana y que había sido nombrado como tal por Witiza. De haber acudido a la Península, lo habría hecho en defensa del bando de los hijos de Witiza contra Rodrigo. La obra de Olagüe ha sido calificada de "historia ficción" y rechazada en círculos académicos. Pero el nombre existe en otros países musulmanes sin influencia germánica. Para el historiador Eduardo Manzano Moreno: 

Lo más sorprendente de la tesis de Olagüe no es lo descabellada y disparatada que resulta. Teorías históricas absurdas y peregrinas producidas por aficionados, publicistas o, incluso, historiadores académicos se cuentan por decenas o centenares. Normalmente, suelen ser olvidadas con la misma rapidez con la que provocan un cierto revuelo inicial. En cambio, la idea de que los árabes no invadieron realmente Hispania, aunque no despertó excesivo eco en su momento, parece estar recibiendo en los últimos tiempos una renovada atención. A ello ha contribuido en parte su difusión y discusión en ciertos de foros de Internet, donde es bien conocida la preferencia que algunos de sus cultivadores manifiestan por todo cuanto tenga que ver tanto con teorías conspirativas, como con aquello que ponga en cuestión el conocimiento adquirido.

Para Joaquín Vallvé es una figura epónima, cuyo nombre significa simplemente jefe.
Según las crónicas árabes del siglo VIII, la cantidad de soldados llegados a la península bajo el mando de Táriq podría variar de número según el autor, encontrando una diferencia de entre dos mil a cinco mil hombres. 
Se encuentra controversia entre las diferentes fuentes que mencionan si Táriq actuó bajo su propia autoridad sin obedecer órdenes de Musa ibn Nusair, si fue el propio Al-Walid quien dio las órdenes a Táriq o si se encontraba Musa como intermediario.
La última entrada que tenemos sobre Táriq es su llegada a Damasco en el 714 junto a Musa ibn Nusair, autores afirman que ambos fueron juzgados por los hechos acontecidos durante la expansión. Otros si sólo fue juzgado Musa y el propio Táriq testificó en su contra. Otra de las teorías es que fueron a entregar los numerosos tesoros y riquezas obtenidas de los godos al Califa.

## Legado
- Uno de los mayores oratorios musulmanes en Barcelona, en C/ San Rafael 10, se denomina "Tariq Bin Ziyad".[24]